# يو إف سي على إي إس بي إن: فيتوري ضد كانونير
يو إف سي على إي إس بي إن: فيتوري ضد كانونير (بالإنجليزية: UFC on ESPN: Vettori vs. Cannonier)‏ هو حدث لفنون القتال المختلطة نظمته يو إف سي، أُقيم في 17 يونيو 2023، على يو إف سي أبيكس في لاس فيغاس، نيفادا، الولايات المتحدة.